# Уейвс
„Уейвс“ са американска рок група от Сан Диего, Калифорния. Създадена е от вокалиста и текстописец Нейтън Уилямс (роден 1986) и включва също Алекс Гейтс (китара, беквокали), Стивън Поуп (бас китара, беквокали) и Брайън Хил (барабани, беквокали). Стилът на групата се определя като инди рок и поп пънк, също и като алтернативен рок и пънк рок.

## Дискография

### Студийни албуми
- Wavves (2008)
- Wavvves (2009)
- King of the Beach (2010)
- Afraid of Heights (2013)
- V (2015)
- You're Welcome (2017)